# 청서
청서(靑鼠, 영어: Eurasian red squirrel, 학명: Sciurus vulgaris)는 다람쥐과의 동물이다. '청서' 또는 '청설모'라는 이름은 청설모가 소나무나 잣나무처럼 사계절 푸른 나무에서 사는 습성 때문에, 또는 털색이 청회색이기 때문에 붙여진 이름일 가능성이 크다. '청설모'(청서모, 靑鼠毛)는 원래 '청서'의 털을 의미했으나, 지금은 대상인 '청서'를 지시한다. 영어 이름 '붉은청서'(red squirrel)는 털 색깔이 붉은색임에서 기인한다. 유럽 지역의 청서는 대부분 털이 붉은빛이 도는 갈색이기 때문이다. 같은 과의 동물인 다람쥐와 달리 겨울잠을 자지 않는다는 것이 특징이다.

## 개요
꼬리에 털이 많고 길며, 귀에도 긴 털이 나 있다. 등은 붉은빛이 도는 갈색 또는 검은색으로 변이가 있으며 배는 흰색이다. 청서는 나무를 잘 타고 주로 나무 위에서 생활한다. 몸 구조도 나무 위에서 살기에 알맞게 되어 있다. 발톱이 날카로워 미끄러운 줄기도 잘 기어오를 수 있으며, 가느다란 가지 위에서도 균형을 잘 잡을 수 있다. 먹이는 나무 열매·곤충·새순·새알 등이며, 나무 위에 집을 짓고 4~10월에 한배에 3~6마리의 새끼를 낳는다. 한반도의 북부 및 중부지방에 서식한다. 세계적으로는 일본, 중국, 몽골, 시베리아, 유럽 등지에 분포한다.

## 생활양식

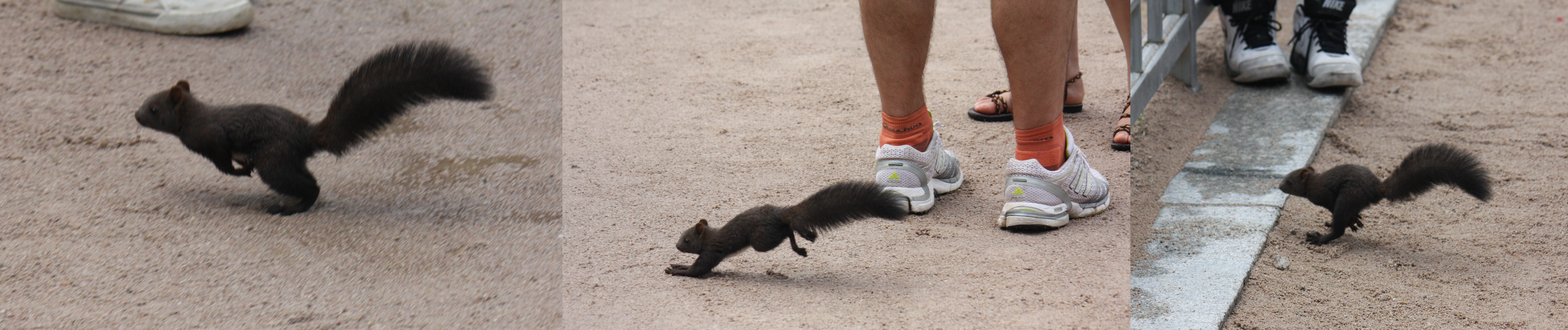
점프하는 청서. 대한민국 경상북도 경주

늦가을에 월동하기 위하여 먹이를 바위 구멍이나 땅속에 저장. 주로 큰 나무줄기 또는 나뭇가지 사이에서 서식한다.

## 아종
청서의 아종은 40여종이 넘었으나, 최근에는 아래의 아종을 유효한 것으로 간주한다. 지역에 따라 청서의 털은 붉은빛이 도는 갈색부터 검은색에 이르기까지 다양하다.
- S. v. alpinus. Desmarest, 1822.
- S. v. altaicus. Serebrennikov, 1928.
- S. v. anadyrensis. Ognev, 1929.
- S. v. arcticus. Trouessart, 1906.
- S. v. balcanicus. Heinrich, 1936.
- S. v. chiliensis. Sowerby, 1921.
- S. v. cinerea. Hermann, 1804.
- S. v. dulkeiti. Ognev, 1929.
- S. v. exalbidus. Pallas, 1778.
- S. v. fedjushini. Ognev, 1935.
- S. v. formosovi. Ognev, 1935.
- S. v. fuscoater. Altum, 1876.
- S. v. fusconigricans. Dvigubsky, 1804
- S. v. leucourus. Kerr, 1792.
- S. v. lilaeus. Miller, 1907.
- S. v. mantchuricus. Thomas, 1909.
- S. v. martensi. Matschie, 1901.
- S. v. ognevi. Migulin, 1928.
- S. v. orientis. Thomas, 1906.
- S. v. rupestris. Thomas, 1907
- S. v. ukrainicus. Migulin, 1928.
- S. v. varius. Gmelin, 1789.
- S. v. vulgaris. Linnaeus, 1758

한국의 청서로 알려진 S. v. coreae 또는 S. v. coreanus는 S. v. mantchuricus와 같은 아종이다.

## 멸종 위기
영국의 청서(붉은청서)는 외래 침입종인 동부회색청서가 들어온 이후 개체수가 급감했는데, 동부회색청서가 옳기는 질병 때문이었다. 유럽 일부 지역의 청서는 가죽을 얻기 위한 사냥, 외래종 회색청서와의 경쟁, 숲 개발, 바이러스로 인한 질병 등으로 지역적 멸종 위기에 직면했으며 베른 협정(유럽 야생동물 및 자연 서식지 보존에 관한 베른 협약)의 부속 리스트에 포함되어 있다.

## 사진

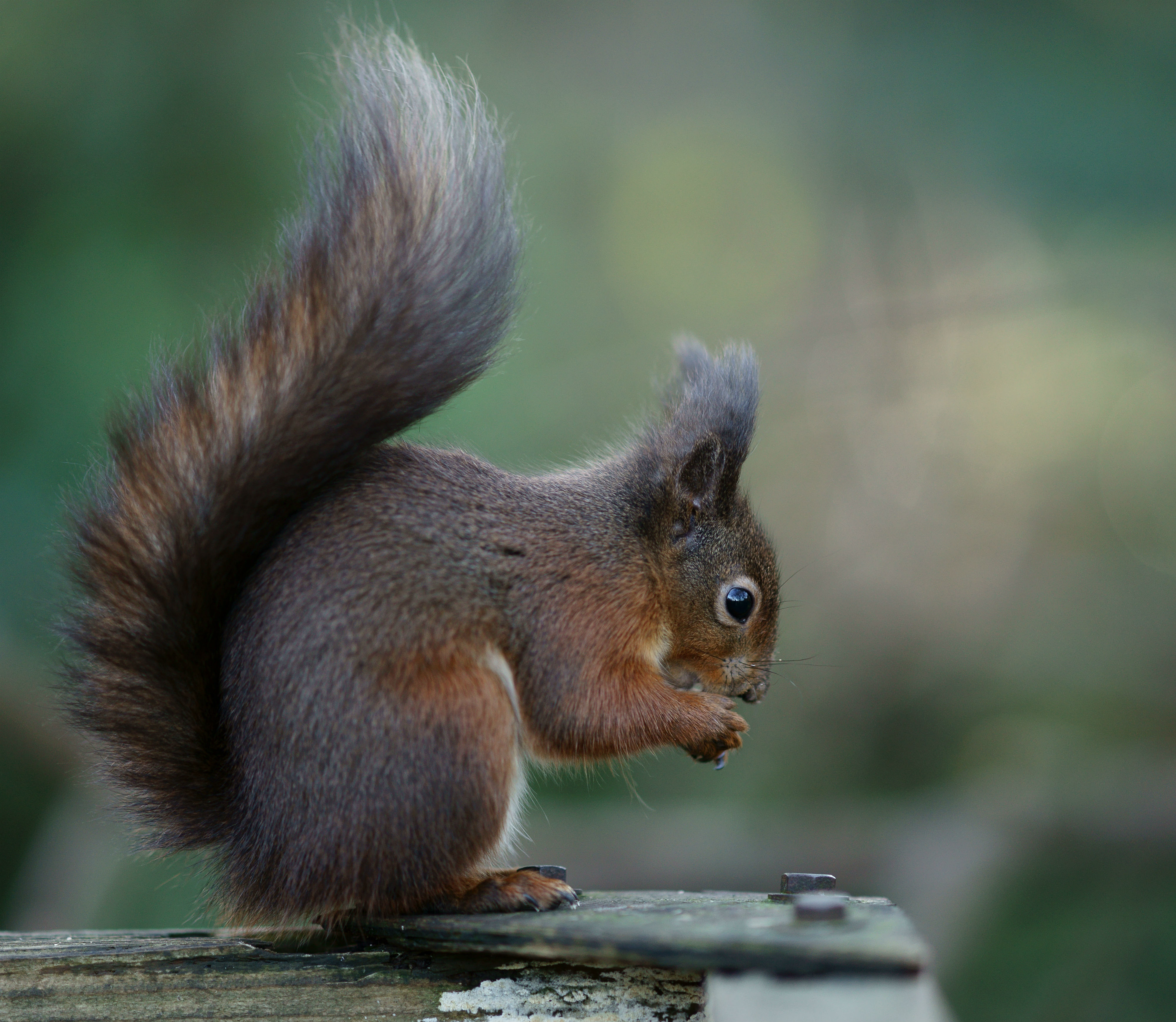
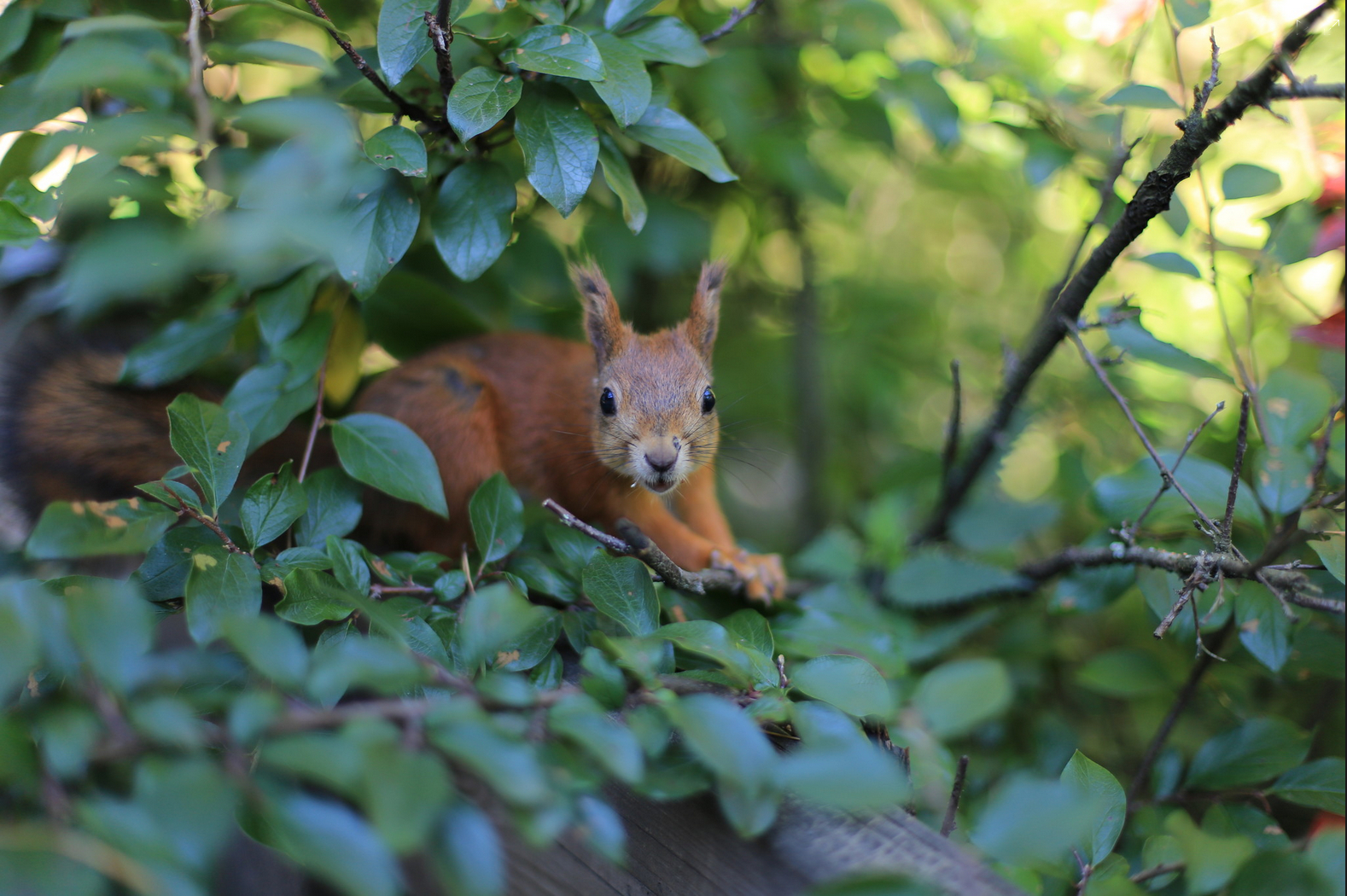
핀란드 Kuusijarvi 호.
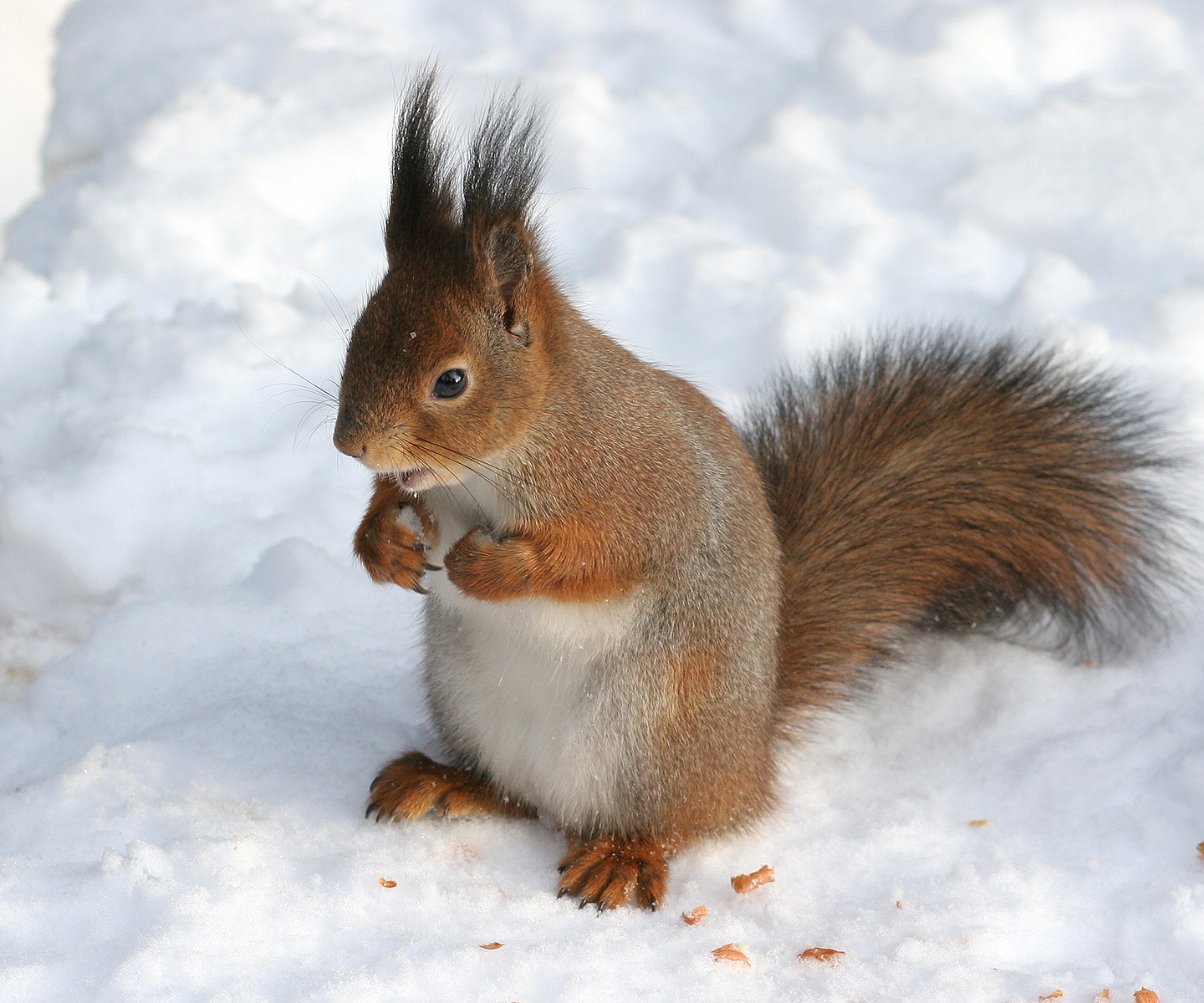
핀란드 헬싱키.
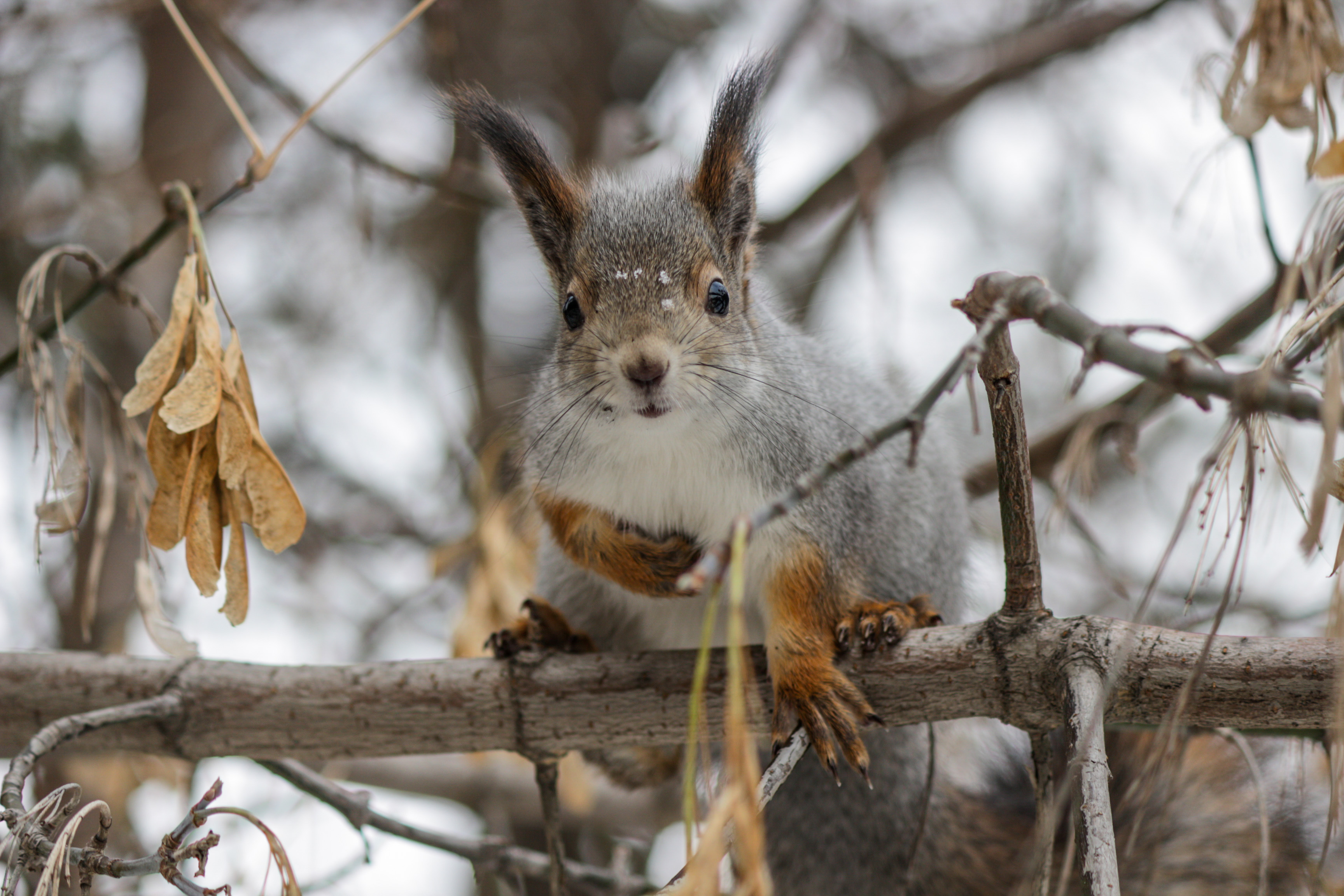
우랄산맥의 청서.
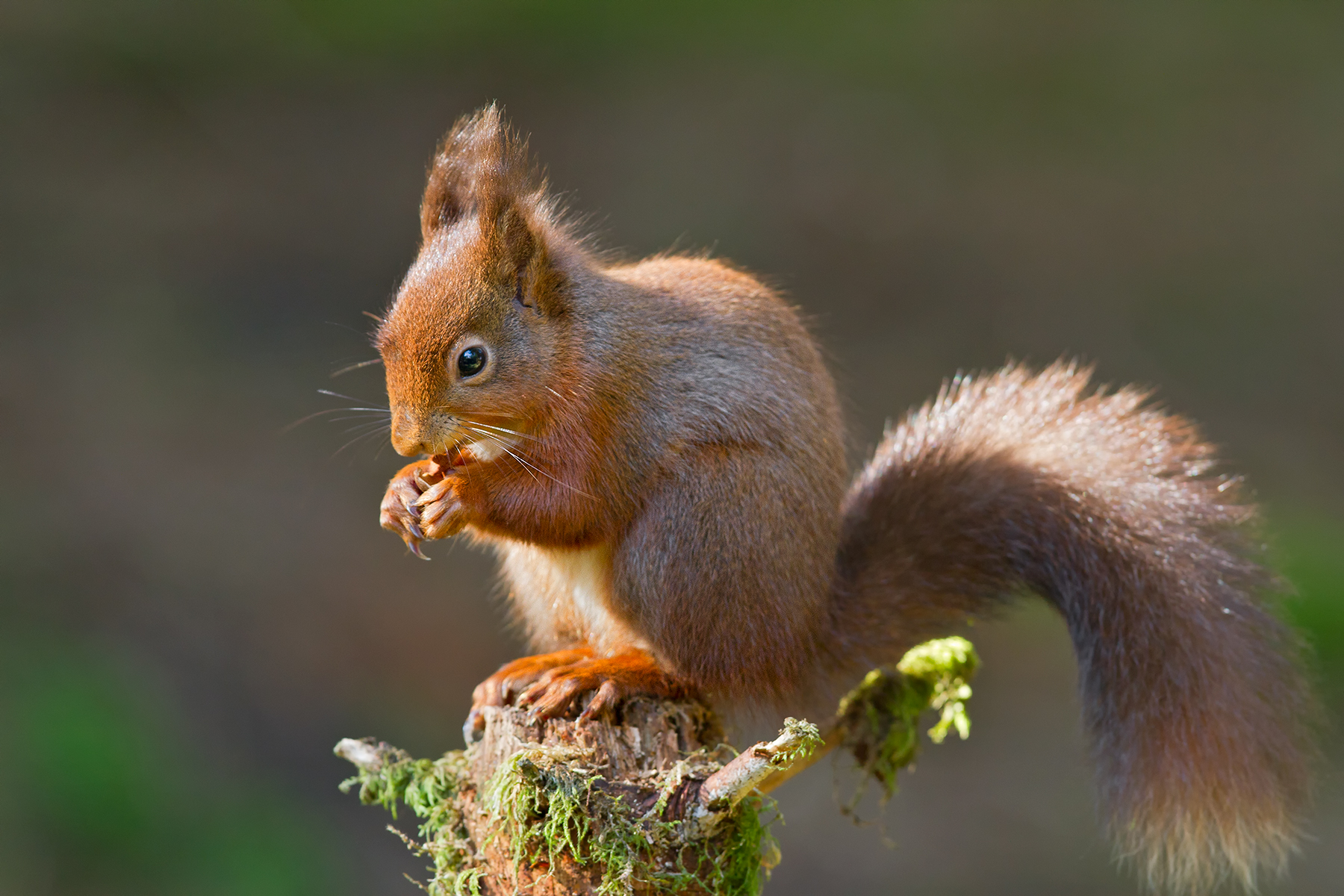
겨울털의 청설모. 영국.
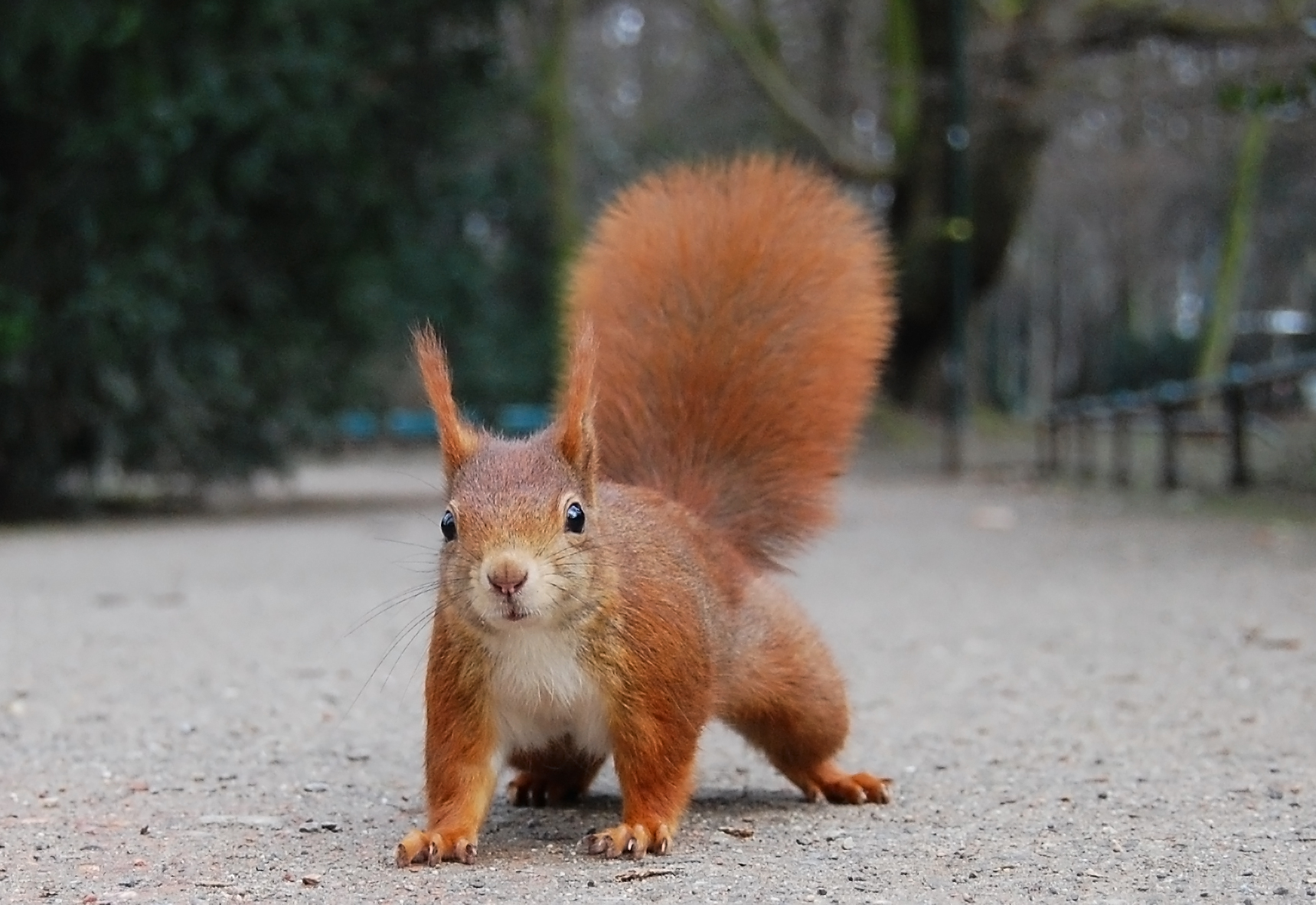
귀에 뚜렷한 특징을 보이는 겨울털의 청설모. 뒤셀도르프에서 촬영.
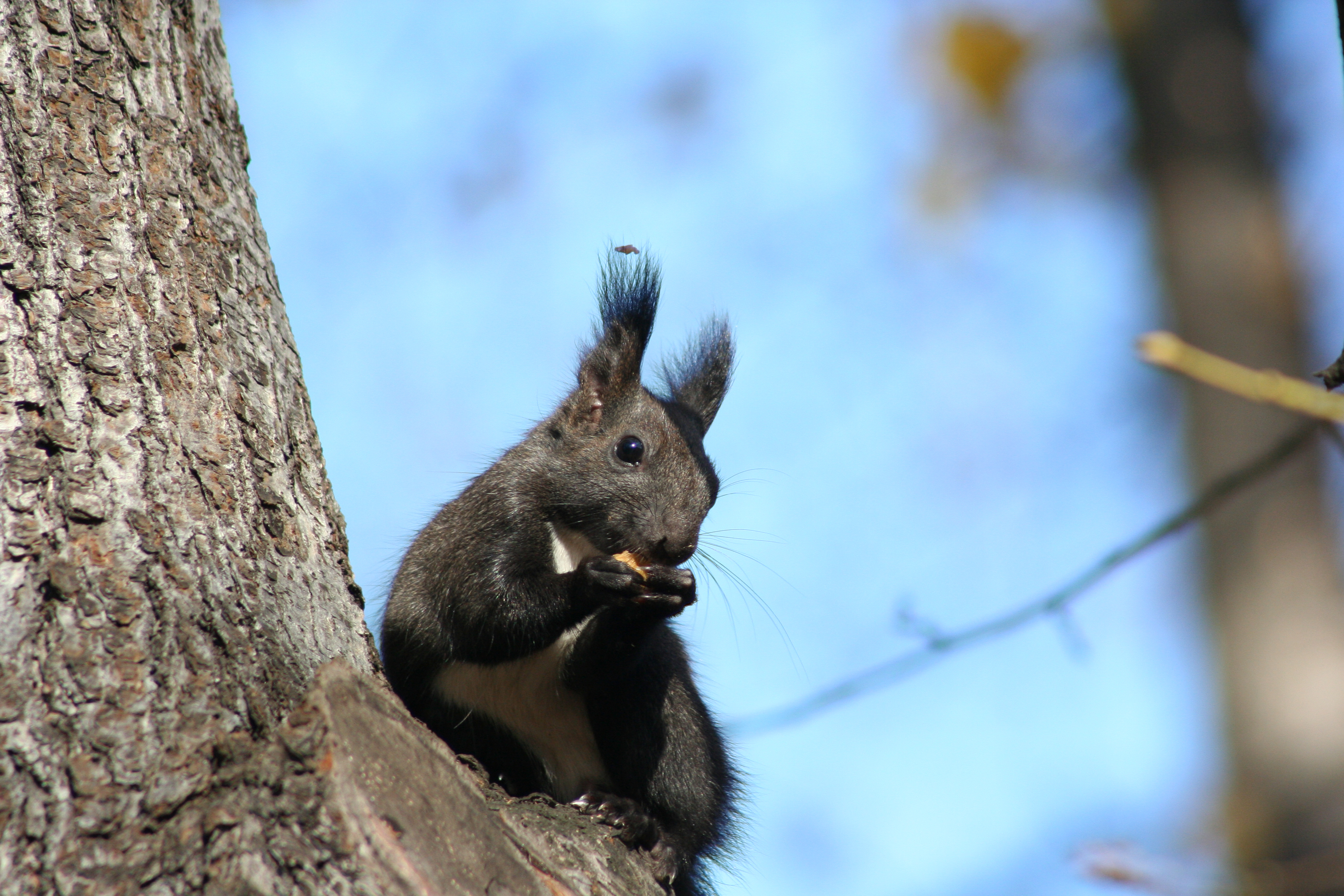
일반적인 검은색털의 청설모,
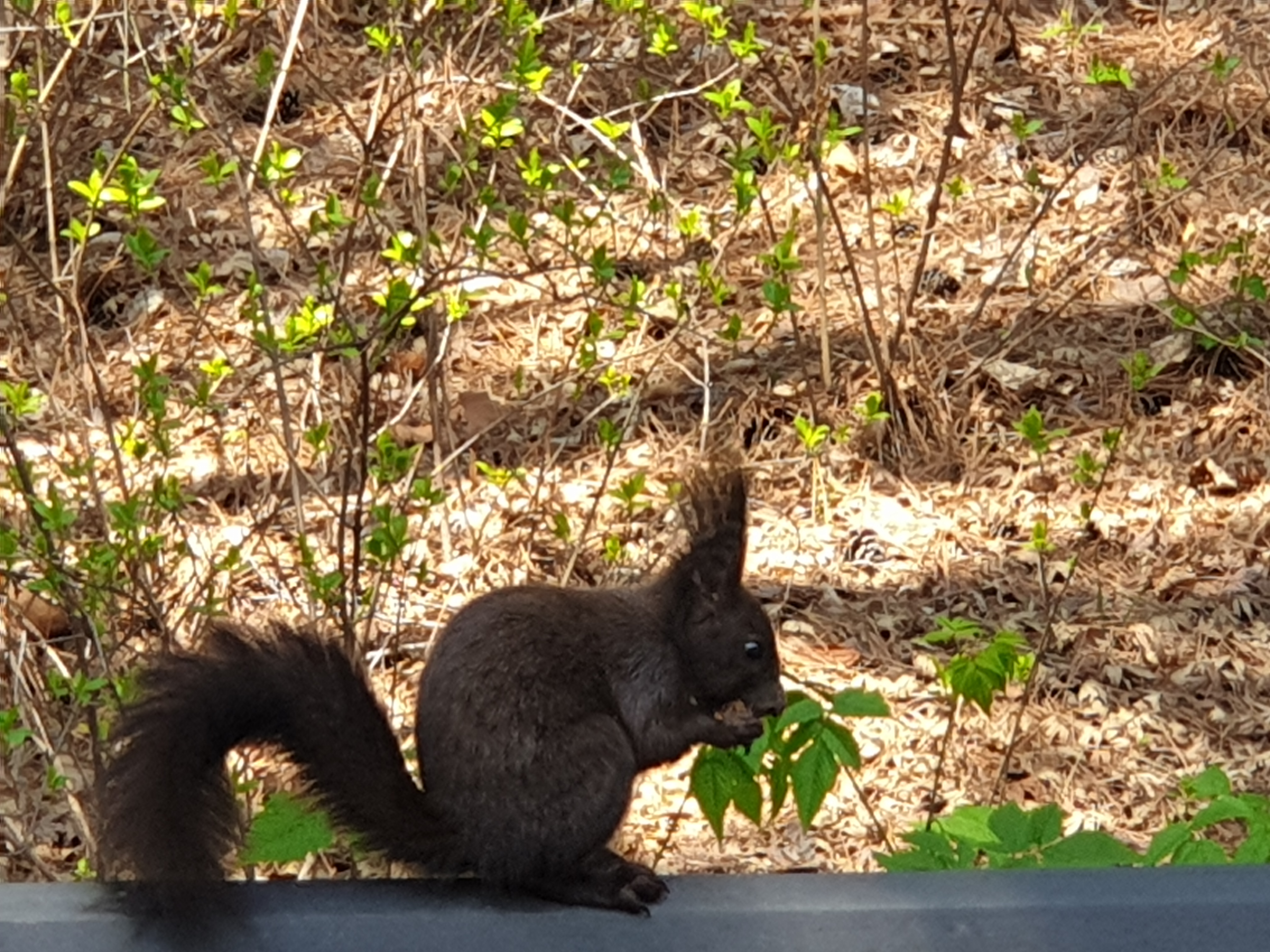
남산에서 본 솔방울 까먹는 청설모